# Хозяйственный кодекс Украины
Хозяйственный кодекс Украины (укр. Господарський кодекс України) — кодифицированный законодательный акт Украины. Был принят одновременно с Гражданским кодексом Украины 16 января 2003 года и вступил в силу 1 января 2004 г.
Кодекс определяет основные принципы хозяйственной деятельности на Украине. Предметом регулирования данного законодательного акта являются материальные отношения общества в сфере хозяйственной деятельности.
Целью Хозяйственного кодекса Украины является развитие предпринимательства и повышение эффективности общественного производства, обеспечение роста деловой активности субъектов хозяйствования, утверждения общественного хозяйственного порядка в экономической системе Украины, содействие гармонизации её с другими экономическими системами.
Несмотря на то, что Хозяйственный кодекс Украины был принят в один день с Гражданским кодексом Украины, их нормы, регулирующие ряд общественных отношений, нередко противоречат друг другу.

## Структура
Кодекс состоит из 9 разделов:
- Основные принципы хозяйственной деятельности
- Субъекты хозяйствования
- Имущественная основа хозяйствования
- Хозяйственные обязательства
- Ответственность за правонарушения в сфере хозяйствования
- Особенности правового регулирования в отдельных областях хозяйствования
- Внешнеэкономическая деятельность
- Специальные режимы хозяйствования
- Заключительные положения

В свою очередь, разделы делятся на 41 главу, которые состоят из статей. Всего Хозяйственный кодекс Украины содержит 418 статей, которые состоят из частей.